# Oligoryzomys microtis
Oligoryzomys microtis is een zoogdier uit de familie van de Cricetidae. De wetenschappelijke naam van de soort werd voor het eerst geldig gepubliceerd door Allen in 1916.